# Salignac-de-Mirambeau
Salignac-de-Mirambeau è un comune francese di 166 abitanti situato nel dipartimento della Charente Marittima nella regione della Nuova Aquitania.

## Società

### Evoluzione demografica
Abitanti censiti